# Memantis fuliginosa
Memantis fuliginosa es una especie de mantis de la familia Mantidae.

## Distribución geográfica
Se encuentra en la India Birmania y Nepal.